# (1698) Christophe
(1698) Christophe ist ein Asteroid des Hauptgürtels, der am 10. Februar 1934 vom belgischen Astronomen Eugène Joseph Delporte in Ukkel entdeckt wurde.
Der Asteroid ist dem Großneffen des französischen Astronomen Georges Roland gewidmet.